# Арожюзон
Арожюзо́н (фр. Araujuzon) — коммуна во Франции, находится в регионе Новая Аквитания. Департамент — Атлантические Пиренеи. Входит в состав кантона Кёр-де-Беарн. Округ коммуны — Олорон-Сент-Мари.
Код INSEE коммуны — 64032.

## География

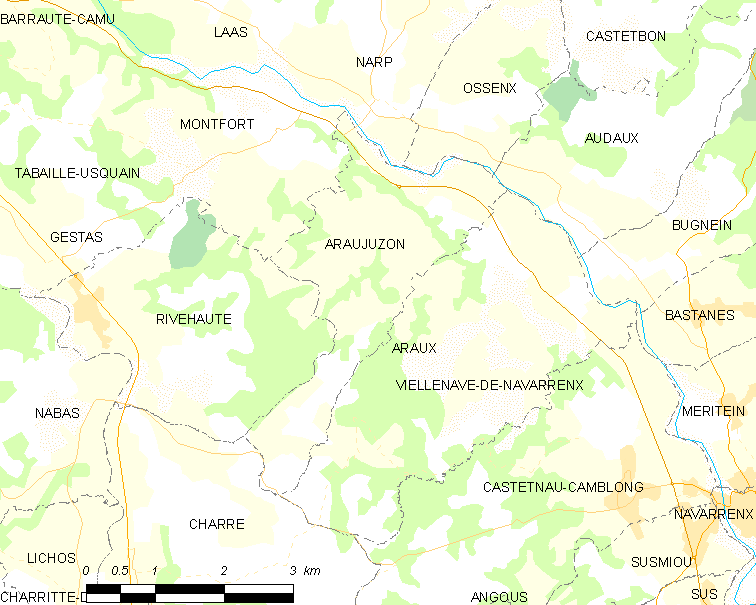
Карта коммуны

Коммуна расположена приблизительно в 660 км к югу от Парижа, в 170 км южнее Бордо, в 37 км к западу от По.
На северо-востоке коммуны протекает река Гав-д’Олорон.

### Климат
Климат тёплый океанический. Зима мягкая, средняя температура января — от +5°С до +13°С, температуры ниже −10 °C бывают редко. Снег выпадает около 15 дней в году с ноября по апрель. Максимальная температура летом порядка 20-30 °C, выше 35 °C бывает очень редко. Количество осадков высокое, порядка 1100 мм в год. Характерна безветренная погода, сильные ветры очень редки.

## Население
Население коммуны на 2010 год составляло 196 человек.
| 1962 | 1968 | 1975 | 1982 | 1990 | 1999 | 2010 |
| ---- | ---- | ---- | ---- | ---- | ---- | ---- |
| 240  | 217  | 196  | 200  | 186  | 182  | 196  |

## Администрация
| Период | Период | Фамилия        | Партия | Примечания |
| ------ | ------ | -------------- | ------ | ---------- |
| 1995   | 2008   | Пьер Иг        |        |            |
| 2008   | 2020   | Жан-Клод Ларко |        |            |

## Экономика
В 2010 году среди 112 человек трудоспособного возраста (15-64 лет) 77 были экономически активными, 35 — неактивными (показатель активности — 68,8 %, в 1999 году было 68,2 %). Из 77 активных жителей работали 66 человек (40 мужчин и 26 женщин), безработных было 11 (3 мужчин и 8 женщин). Среди 35 неактивных 10 человек были учениками или студентами, 10 — пенсионерами, 15 были неактивными по другим причинам.

## Фотогалерея

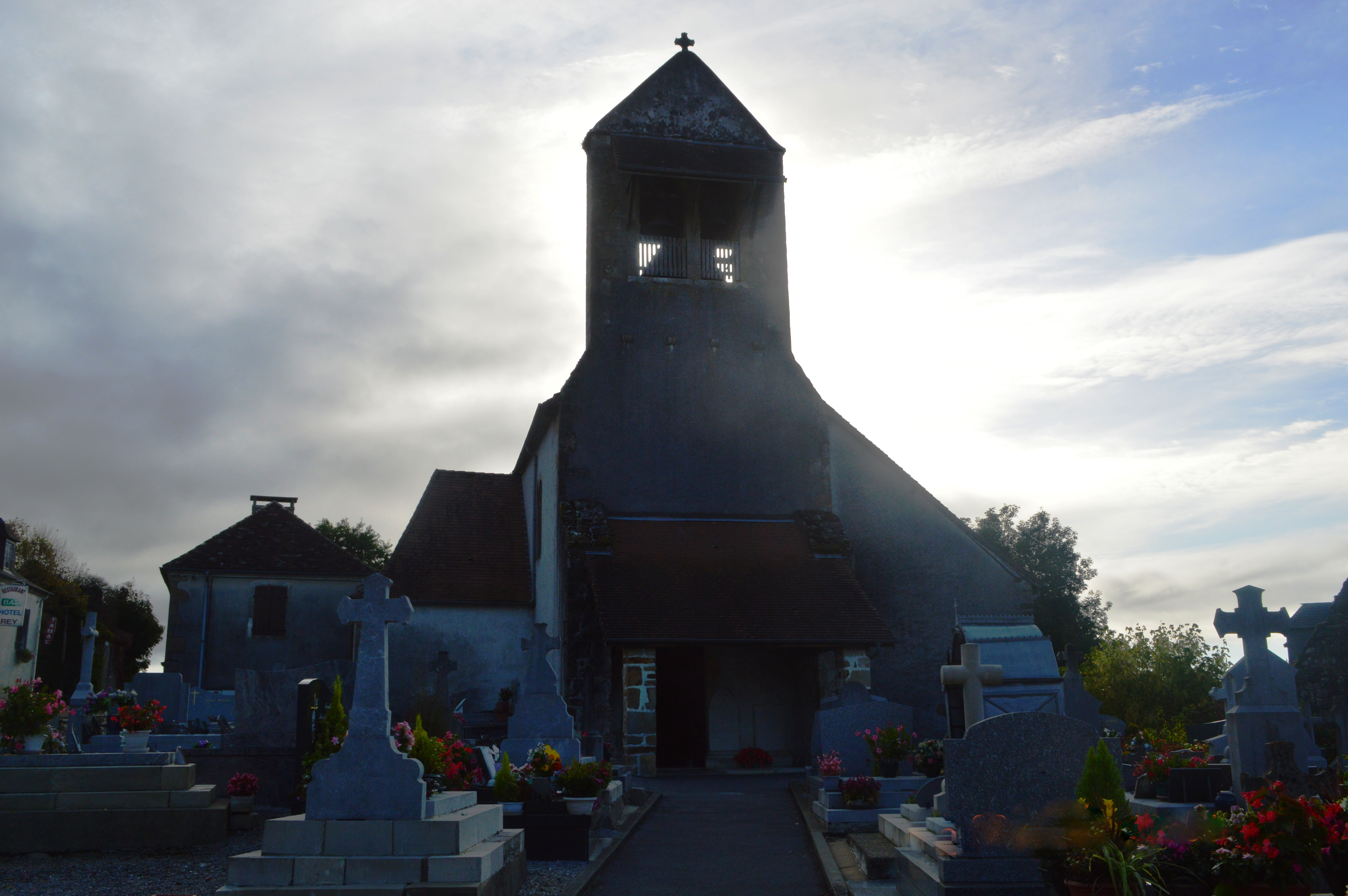
Церковь
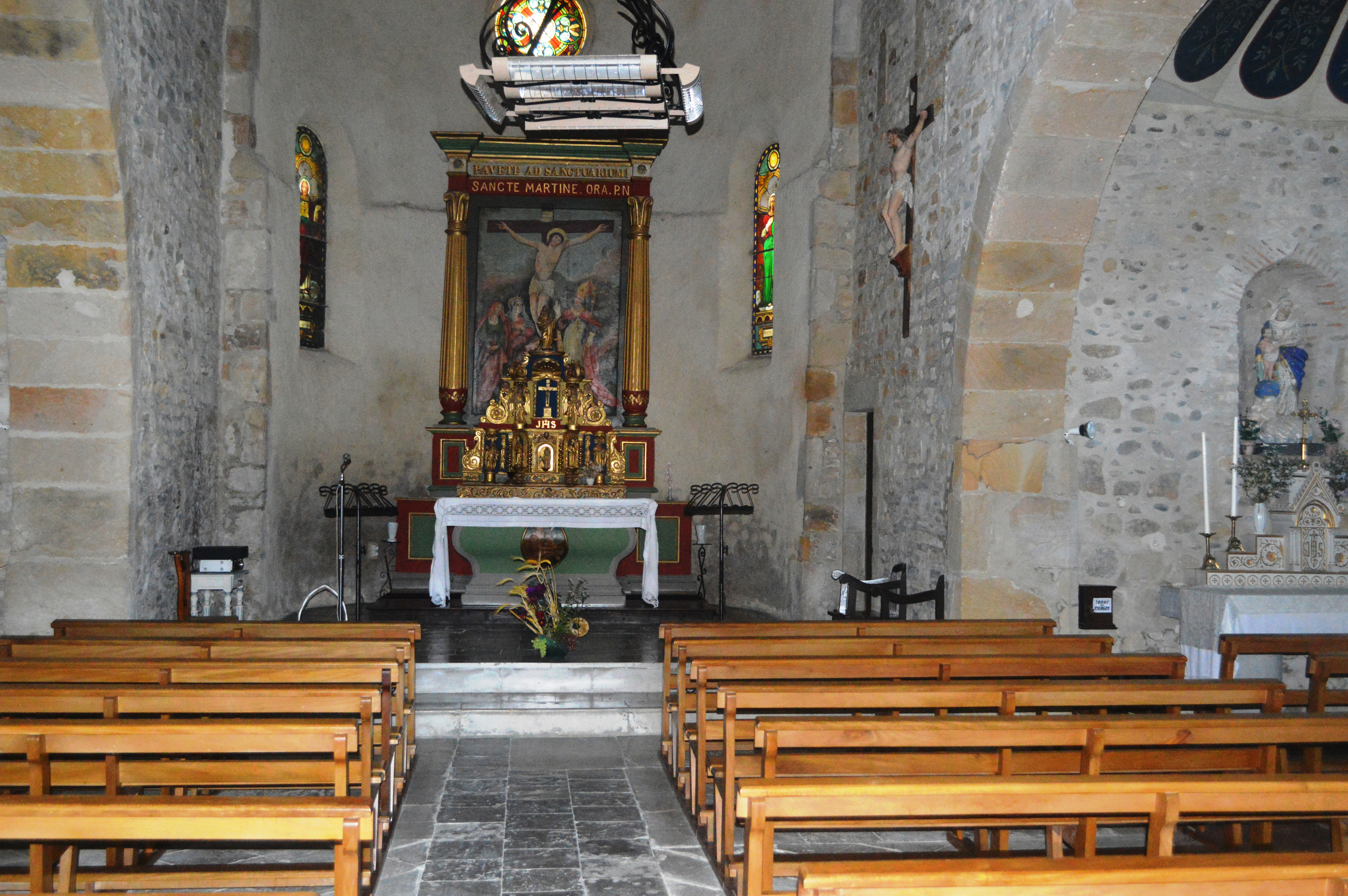
Интерьер церкви